# Aéroport international Angoulême-Cognac
Ne doit pas être confondu avec Base aérienne 709 Cognac-Châteaubernard ou Aéroport de Cognac-Châteaubernard.
L'aéroport international Angoulême-Cognac (code IATA : ANG • code OACI : LFBU) est un aéroport du département de la Charente.
Il se trouve sur le territoire des communes de Champniers et de Brie.
Cet aéroport est ouvert au trafic national et international commercial, régulier ou non, aux avions privés, aux IFR et aux VFR. C'est aussi l'un des aéroclubs les plus actifs du département.
Il est géré par le Syndicat mixte des aéroports de Charente, régie de l'aéroport Angoulême-Cognac depuis 2017.

## Histoire

### L'aéroport de Bel-Air
L'aviation commence à Angoulême en 1924 avec l'aérodrome de Bel-air.
Le 10 juillet 1935, la compagnie Air Bleu inaugure les vols postaux sur Paris, Tours, Poitiers, Angoulême et Bordeaux et retour dans la journée en Caudron Simoun.
En juillet 1936, un bimoteur Farman 430 ou 431 de la Compagnie Nantaise de Navigation Aérienne (C.N.N.A.) , piloté par l'aviateur Boyer, se pose pour la première fois à Bel-Air inaugurant un service régulier de transport de sardines fraiches à l'initiative des Docks de Charente.
Jusqu’au 3 août 1936, Angoulême sera une ville desservie par quatre Caudron Simoun C.630 de la compagnie Air Bleu afin d’acheminer du courrier.
Un premier projet d'aérodrome est envisagé en 1970 sur la commune de la Couronne sur le plateau de la Tourette.
En avril 1973,  la piste 11/29 est balisée et utilisée de nuit en mai, ce qui en faisait la seule piste en herbe électrifiée en France.
Sous l'égide de la Chambre de commerce et d'industrie d'Angoulême, cet aérodrome verra passer dès le printemps 1973 des lignes commerciales vers Lyon-Bron avec la compagnie Europ'Air  en Cessna 310 et 402 puis vers Paris-Orly/Sud avec Air Paris à raison de 10 vols par semaine en Twin Otter,.
Or, si les débuts sont prometteurs, la piste étant trop courte, l'avion de 19 places d'Air Paris ne pouvait prendre que 15 passagers et le Cessna d'Europ'Air, 5 passagers maximum au lieu de 9. Il apparait donc vite que les lignes n'étaient pas rentables alors que les compagnies devaient refuser des passagers.
Air Angoulême, l’entreprise de Jean Frayssinhes (membre et pilote de l'aéroclub) de travail aérien par hélicoptère est créée en 1973.
Une étude d'agrandissement de la piste la portant à 1 200 m est réalisée mais le conseil municipal de L'Isle-d'Espagnac la rejette, les travaux obligeant un contournement de la route nationale 141. La Chambre de commerce et d'industrie d'Angoulême se heurtait également à un comité de défense contre les travaux.
Le nombre de passagers ne s'accroissant plus et la régularité des vols mise à mal à cause de l'état de la piste, la CCI décidait de la fermeture de la ligne vers Paris en novembre 1974 et celle de Lyon, pourtant essentielle, quelques semaines après.
La ligne de Lyon accueillait 1 550 passagers par an avec une rentabilité à 5 000 alors que les avions Air Paris volaient avec en moyenne 3 passagers par vol.
Europ'Air était basée sur l'aéroport depuis 1967, elle s'associera à Air Aquitaine qui verra la reprise de la ligne Cognac-Lyon en 1975 mais de l'aéroport civil de Cognac-Châteaubernard. Les deux compagnies déposaient le bilan en décembre 1976.

Vues aériennes de l'aéroport d'Angoulême - Bel Air de 1930 à 2014
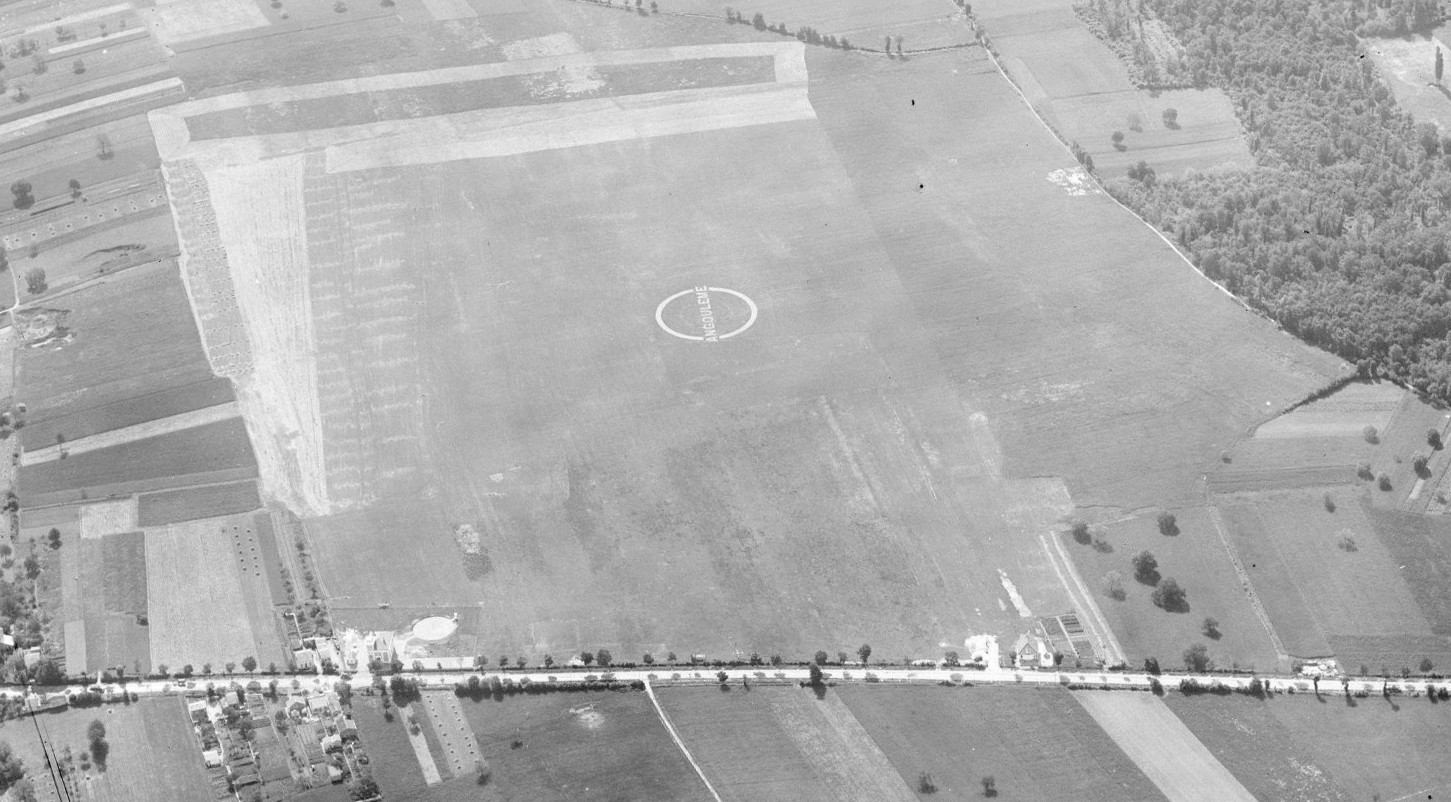
Aérodrome d'Angoulême - Bel Air en 1930.
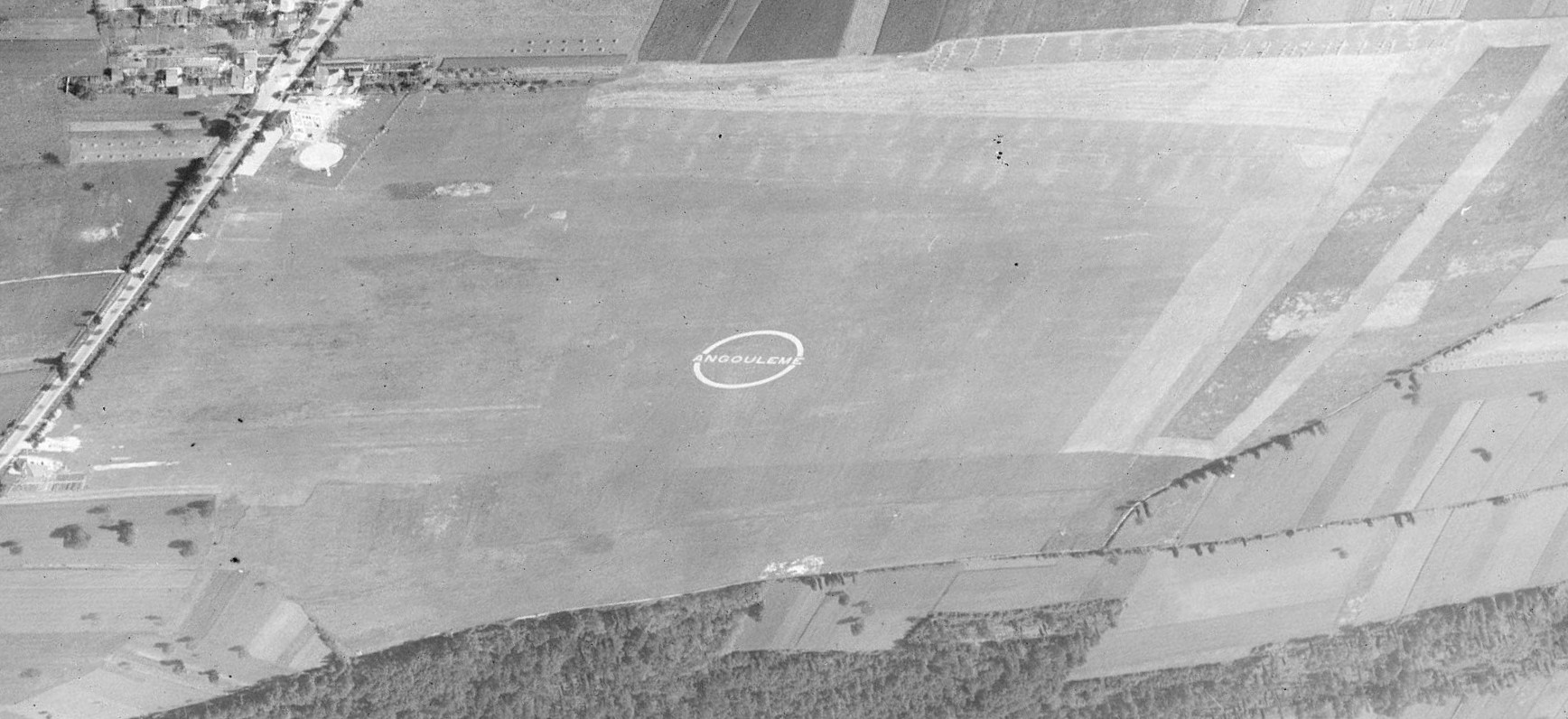
Aérodrome d'Angoulême - Bel Air en 1930.
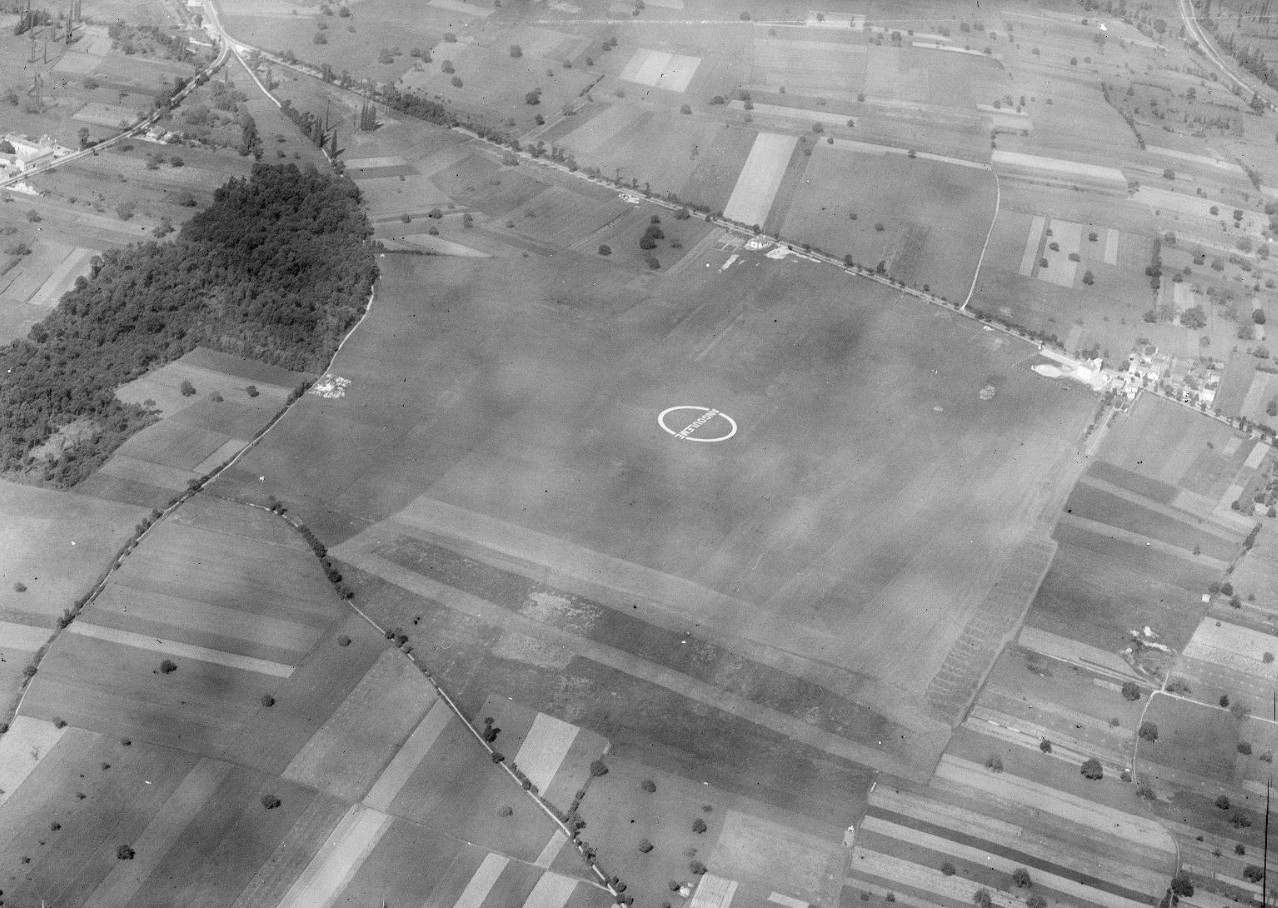
Aérodrome d'Angoulême - Bel Air en 1930.
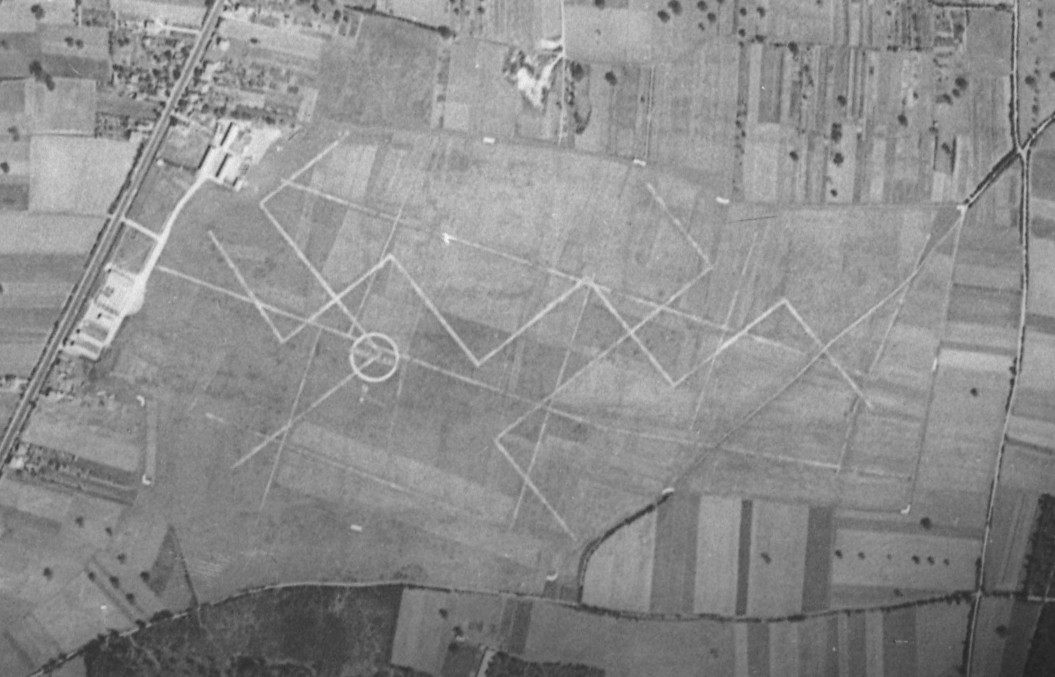
Aérodrome d'Angoulême - Bel Air en juillet 1945.
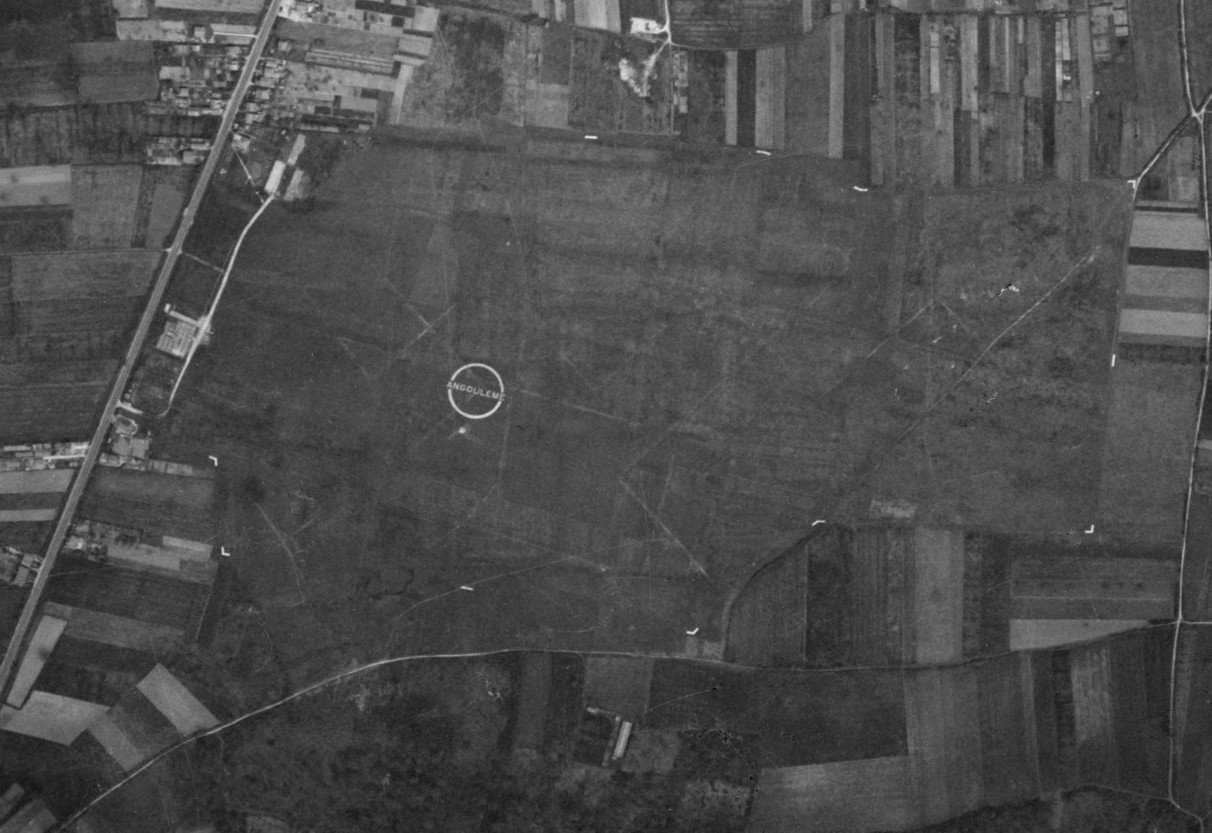
Aéroport d'Angoulême - Bel Air en avril 1950.
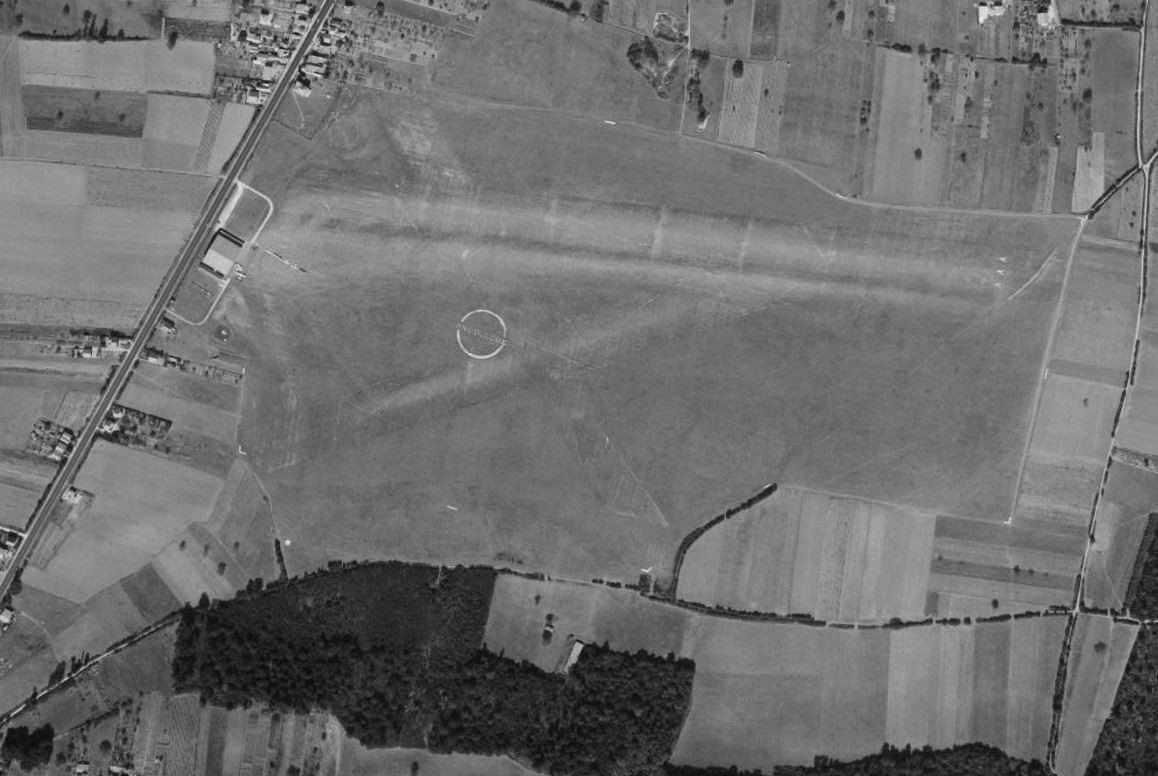
Aéroport d'Angoulême - Bel Air en septembre 1961.
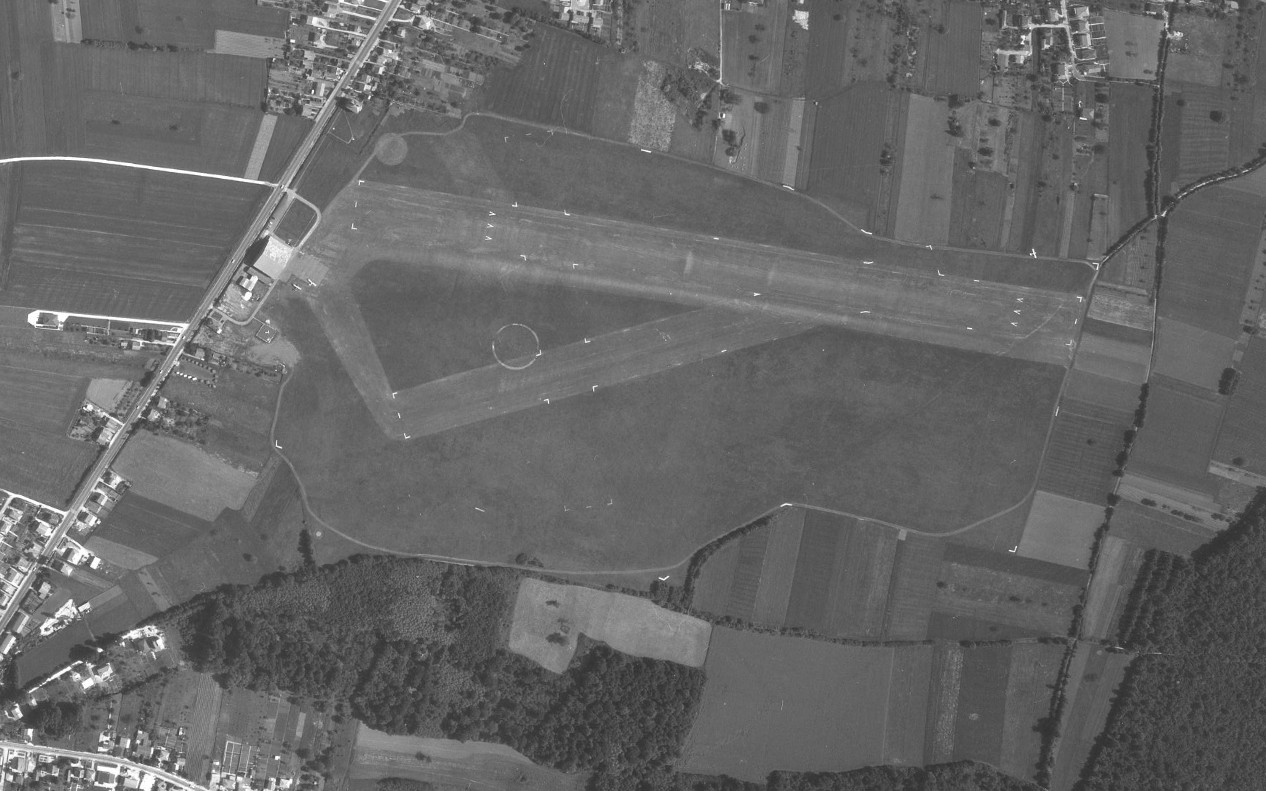
Aéroport d'Angoulême - Bel Air en 1970.
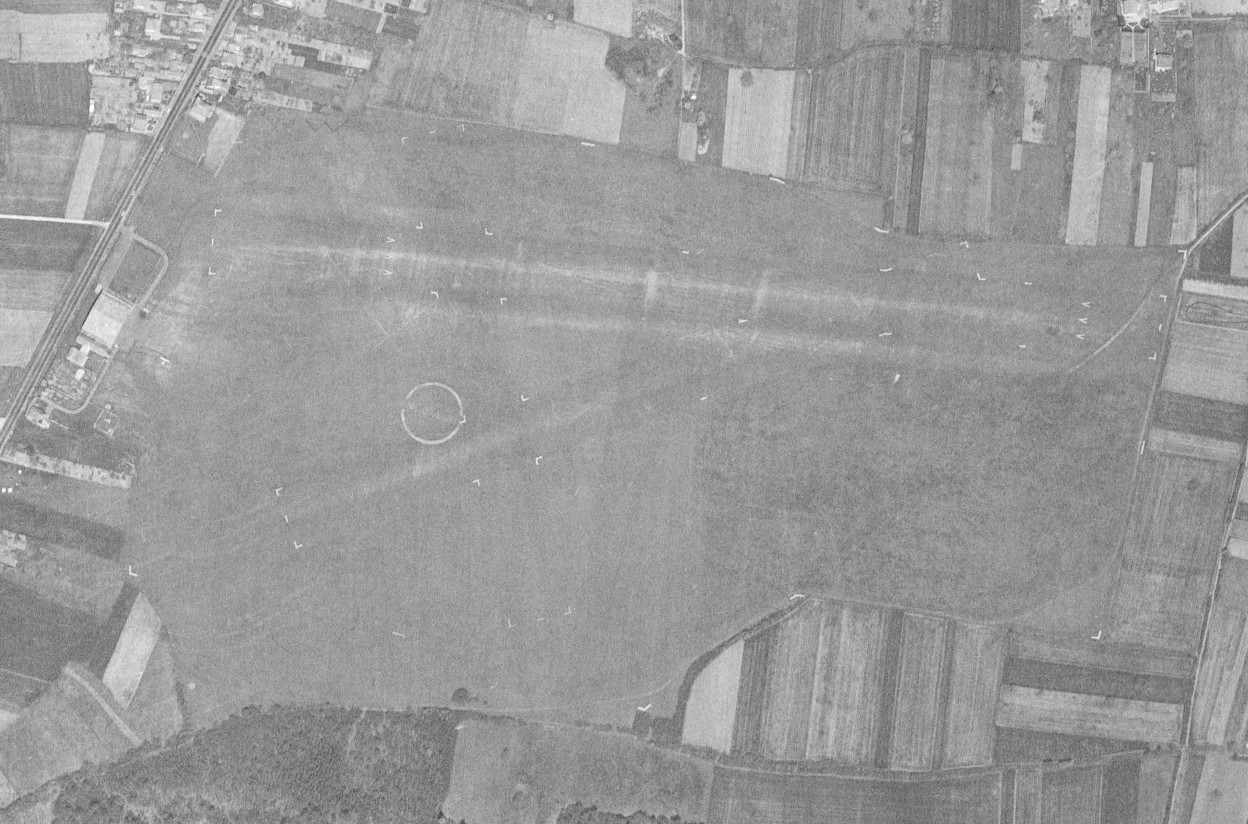
Aéroport d'Angoulême - Bel Air en avril 1971.
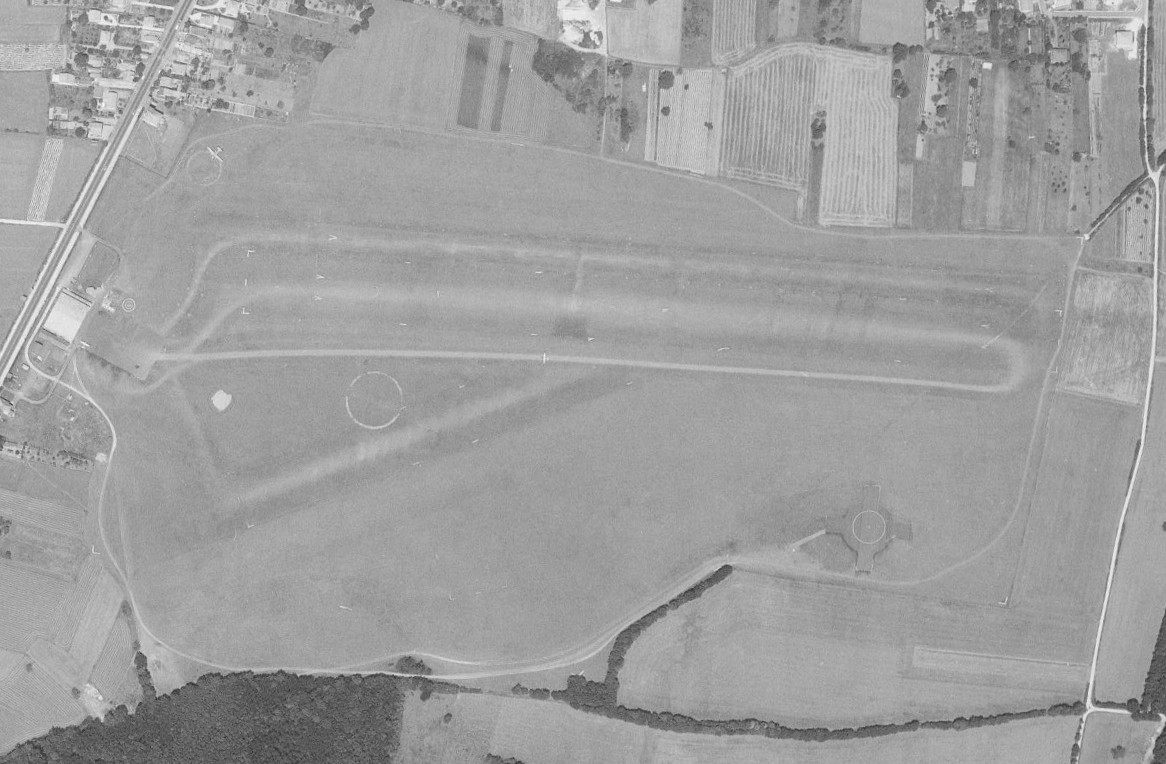
Aéroport d'Angoulême - Bel Air en juillet 1980.
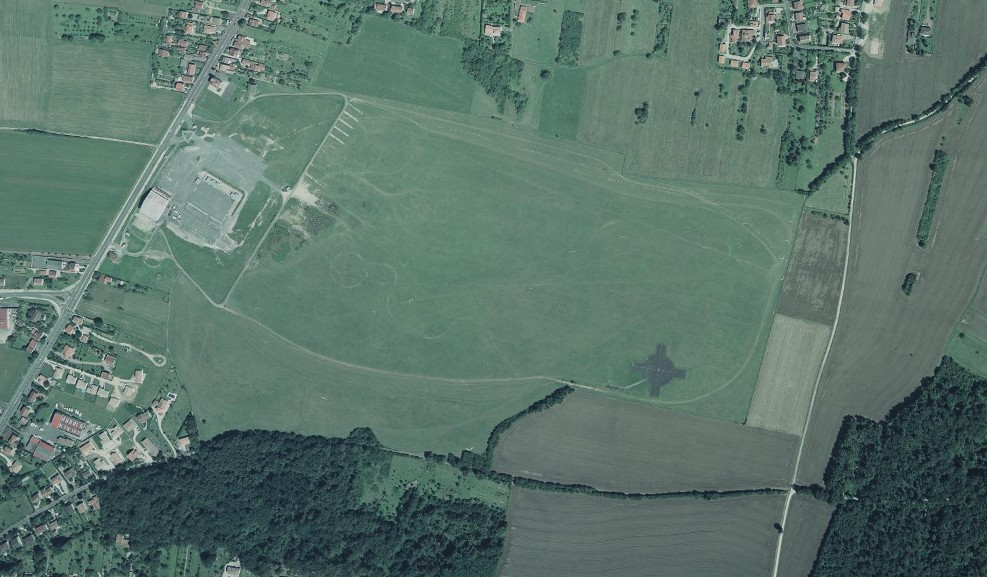
Aéroport d'Angoulême - Bel Air  en juillet 2001.
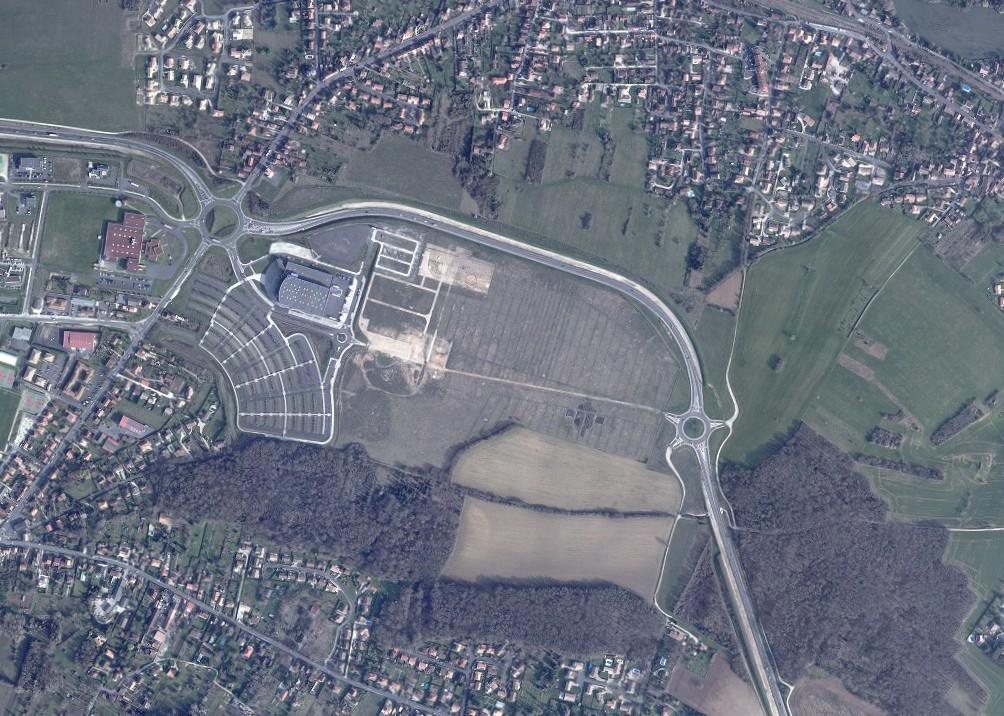
L'ancien aéroport d'Angoulême - Bel Air en 2014.

### L'aéroport de Brie-Champniers
C'est en 1980 que fut publiée la déclaration d'utilité publique du futur aérodrome d'Angoulême situé sur les communes de Brie et Champniers.
Le nouvel aérodrome actuel voit le jour en 1983, le terrain de Bel-air est déclassé en 1984 puis remis à l’État puis cédé à la Chambre de commerce et d'industrie d'Angoulême.
Le 7 décembre 1983, la compagnie aérienne du Languedoc (C.A.L.) organise des vols VIP en Swearingen Metro.
Le 26 avril 1984, la compagnie aérienne du Languedoc rouvre Lyon avec 10 vols par semaine en Swearingen Metro II de 16 places (durée de vol : 1 h 5), ligne essentielle compte tenu de l'implantation à Angoulême de la société Leroy-Somer, leader mondial en moteurs électriques, systèmes d'entraînement électromécaniques et électroniques et alternateurs industriels  et possédant des implantations en région lyonnaise et en Ardèche. Elle rouvrait également la ligne vers Paris.
En 1989, c'était Air Littoral qui exploitait la ligne vers Paris.
Dans les années 1990, la ligne vers Lyon était assurée par la compagnie Regional Airlines. En 1994, c'était en Jetstream S31 de 18 places qu'opérait Regional Airlines.
Depuis avril 2008, l'aéroport recevait des vols réguliers de la compagnie à bas coûts Ryanair, depuis Londres-Stansted, avec trois vols par semaine. En 2007, il a accueilli 2 249 passagers. En 2008, 25 596 et en 2009, 28 227 passagers.
Début 2010, la gestion de l'aéroport passe au conseil général de la Charente, et Ryanair quitte l'aéroport faute de subventions. Aucune compagnie n'a repris cette ligne pour l'instant.
Cette même année, la compagnie Cityline-Swiss veut ouvrir des lignes vers Londres-Gatwick, Lyon et Marseille mais ils ne décolleront jamais.
À partir du 1er janvier 2012, la gestion de l'aéroport passe de la CCI à la société canadienne SNC-Lavalin, gestionnaire de nombreuses autres plateformes en France et à l'étranger, avec la volonté d'ouvrir des lignes intérieures et internationales,,.
En 2014, une nouvelle ligne est créée, un vol depuis Figari, en Corse, avec Luxair, commercialisé par Corsicatours.
2 443 passagers étaient comptabilisés pour l'année 2015.
En 2016 l'aéroport perd sa dernière destination régulière qui était Ajaccio (1 380 passagers en 2014, 1 000 passagers en 2015 et 700 passagers en 2016).
En 2017, c'est le groupe Edeis qui reprend la gestion de la plateforme à la suite du rachat de la filiale française de SNC-Lavalin qui gérait auparavant l'aéroport puis en régie directe par le syndicat mixte des aéroports de Charente où sont représentés le département, la CCI et Grand Angoulême.
En 2018, l'aéroport a comptabilisé 20 432 mouvements d'aéronefs.
En 2019, une école de formation haut de gamme de pilotes de l'aviation civile "Airbus Flight Academy", filiale à 100 % du groupe Airbus, s'installe sur l'aéroport. "Héli Union Training Center", l'école de pilotage hélicoptères d'Héli-Union est également présente sur le site depuis 2002.

Vues aériennes de l'aéroport d'Angoulême - Brie Champniers de 1984 à 2014
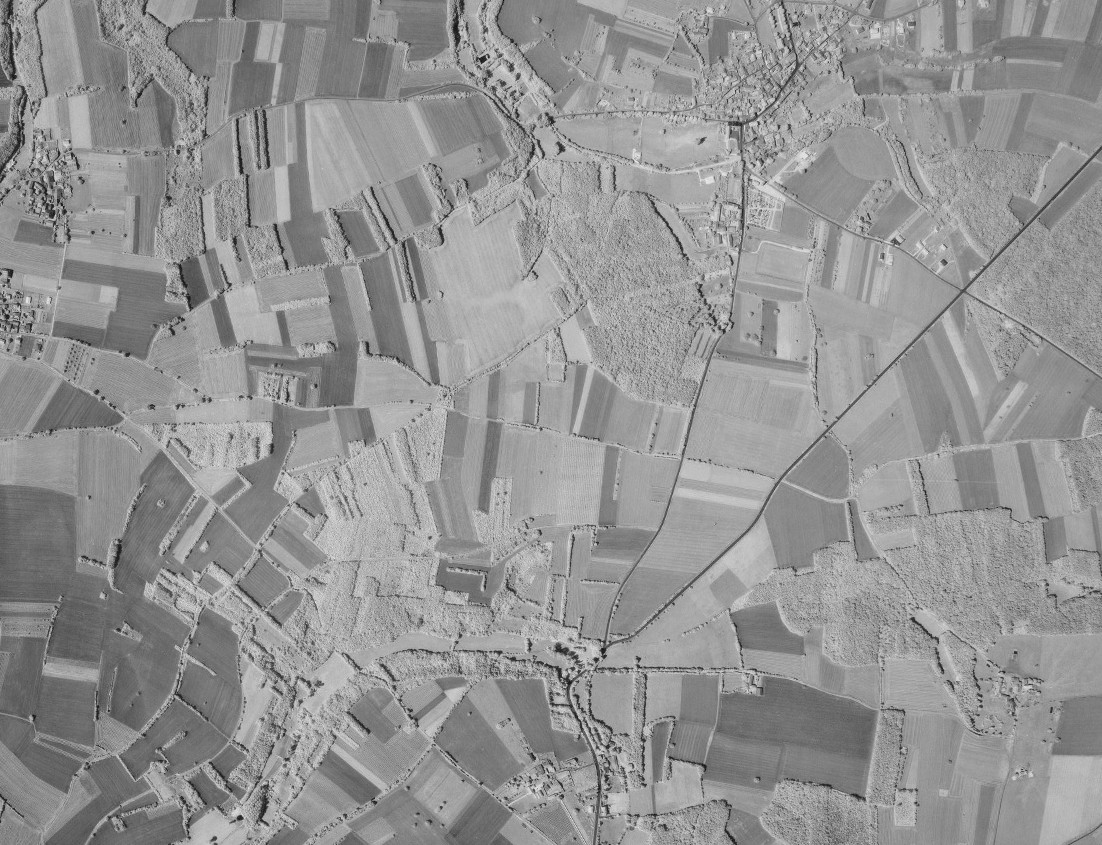
Emplacement du futur aéroport d'Angoulême - Brie Champniers en 1980.
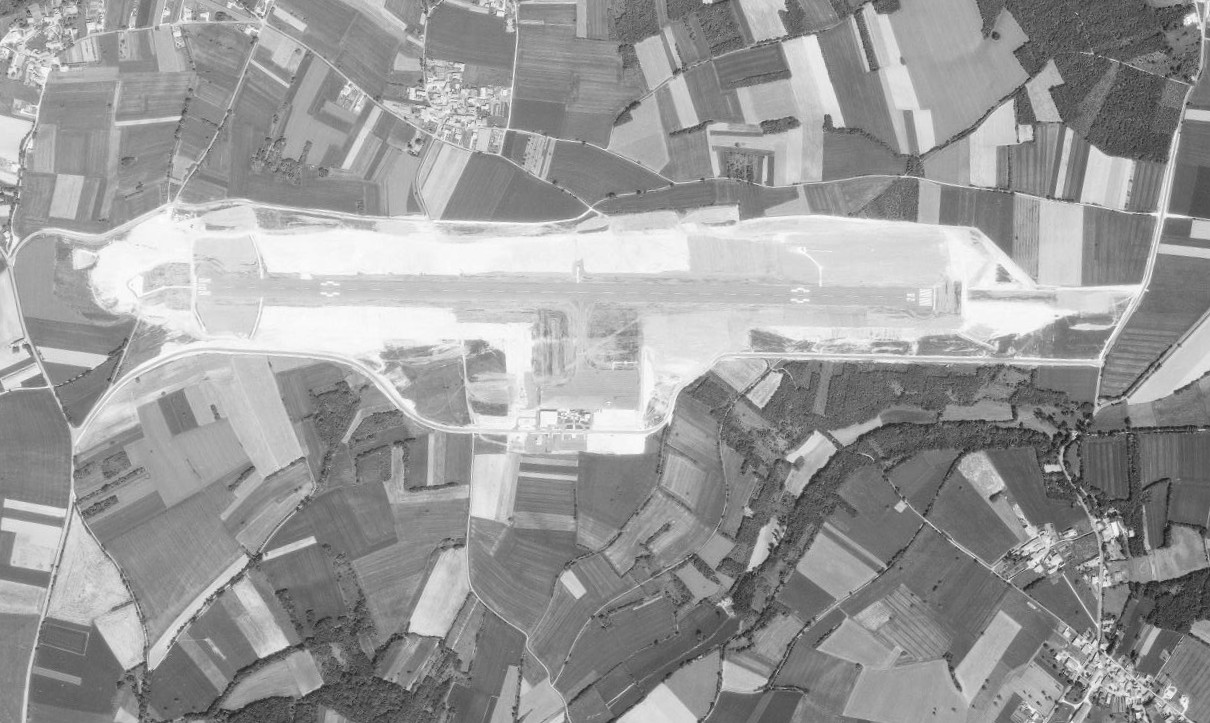
Aéroport d'Angoulême - Brie Champniers en 1984.
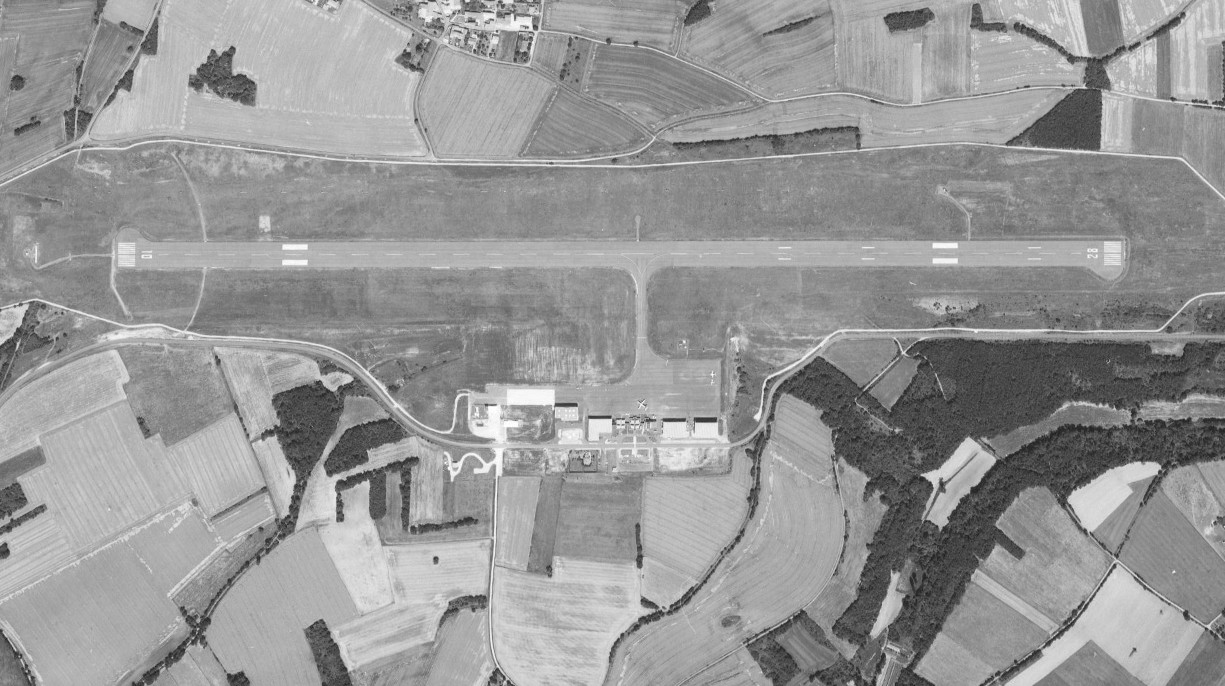
Aéroport d'Angoulême - Brie Champniers en 2000.
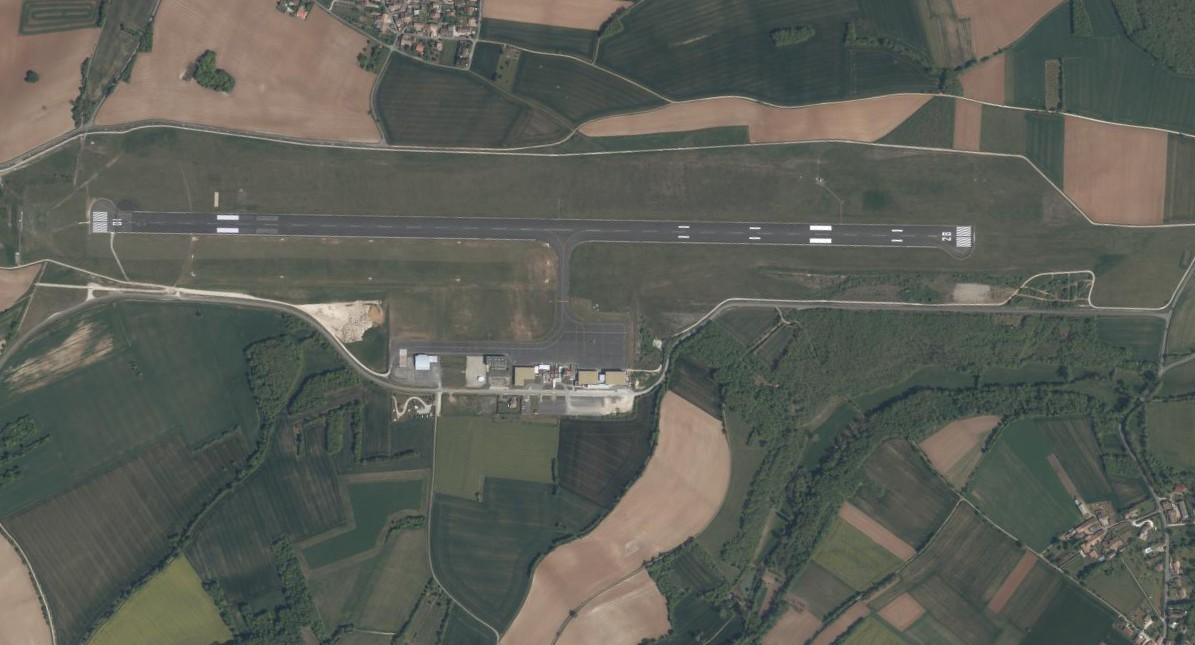
Aéroport d'Angoulême - Brie Champniers en 2011.
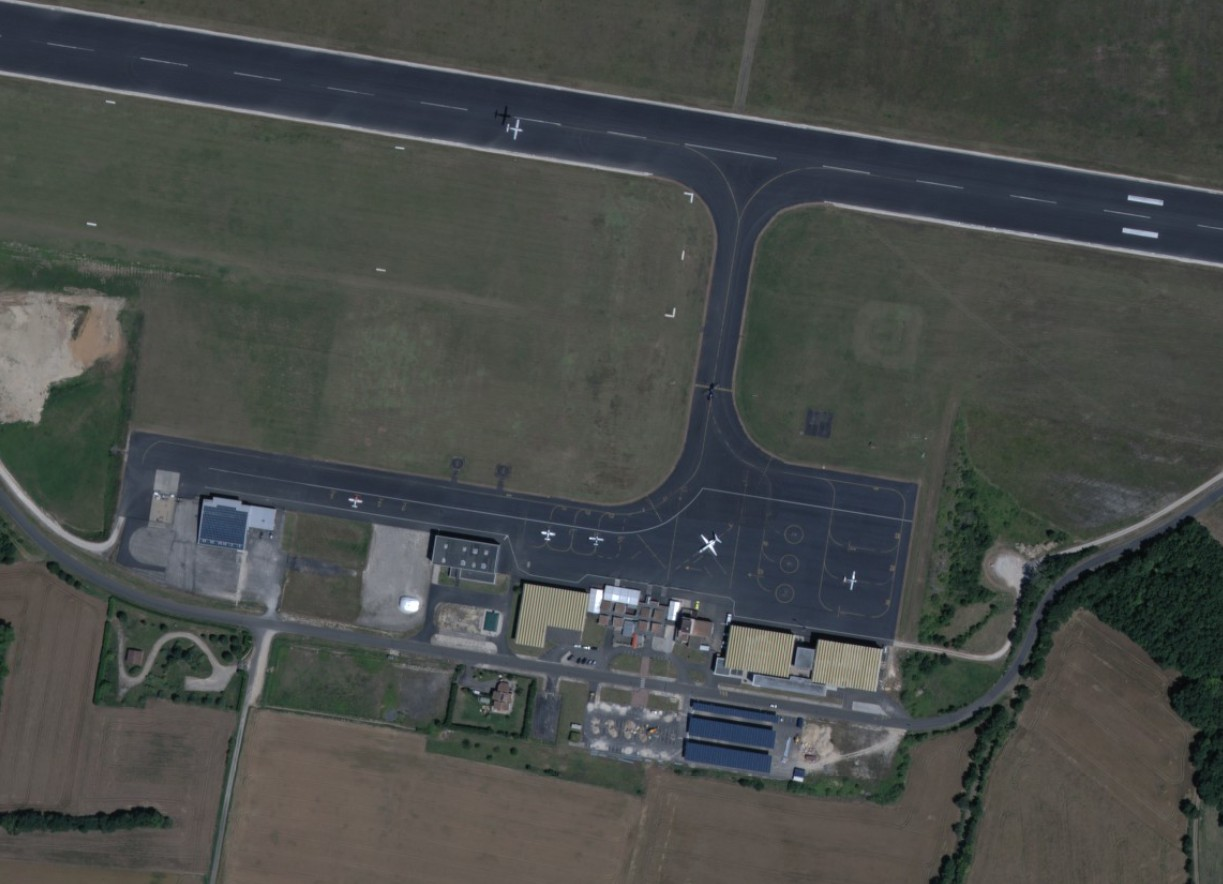
Aéroport d'Angoulême - Brie Champniers en 2014.
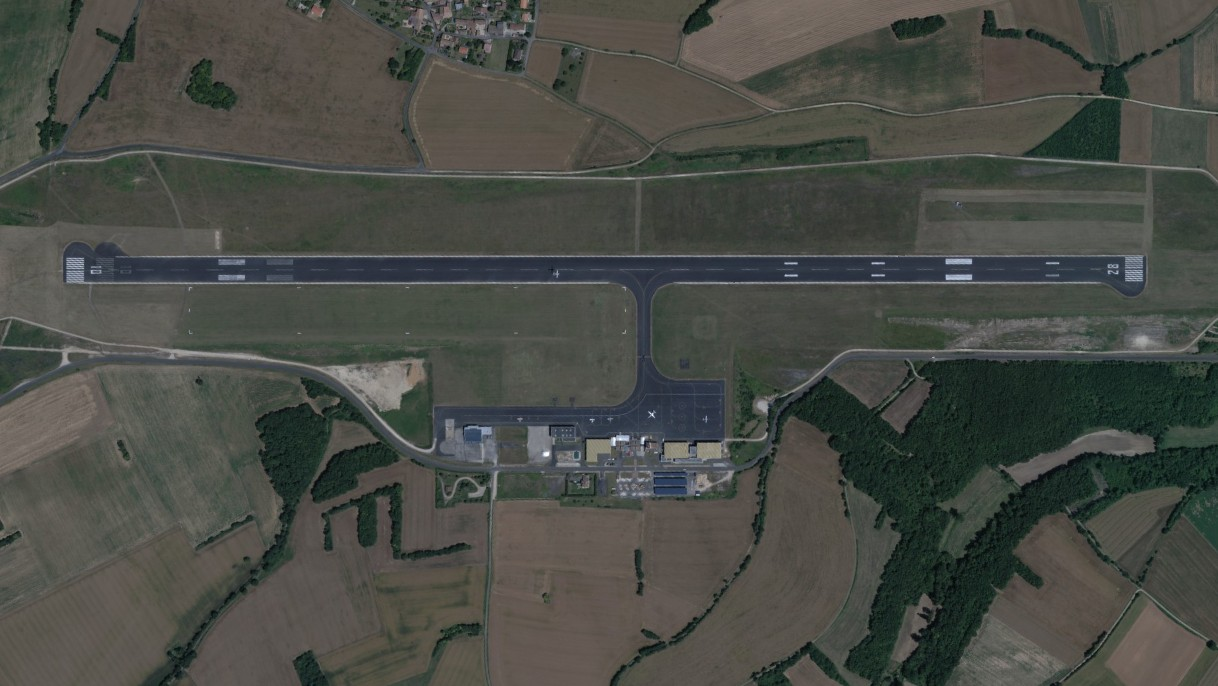
Aéroport d'Angoulême - Brie Champniers en 2014.

## Le rêve avorté d'XO Airways

Logo de la compagnie XO Airways.

En 2009, alors que l'aéroport d'Angoulême cherche à se relancer, un homme, Pascal Ragneau, 45 ans, se disant ancien pilote de ligne, approche l'aéroport d'Angoulême et le gestionnaire de l'époque, la Chambre de Commerce d'Angoulême afin de proposer son ambitieux projet de baser un avion sur le tarmac de l'aéroport d'Angoulême et de proposer grâce à l'achat d'un "Pass Evasion" vendu 395 euros, des voyages illimités vers Londres, Marrakech, Porto, Barcelone, Ajaccio, Palma, Rome, Amsterdam, Bruxelles, Dublin et même Moscou au départ d'Angoulême. 
Pascal Ragneau embauche alors 8 personnes auprès de Pôle Emploi et installe sa compagnie dans une maison charentaise située chemin des quais - La Tonnellerie à Châteauneuf-sur-Charente. 
La compagnie avait son site internet et était présente sur les réseaux sociaux comme Facebook. 
La compagnie voulait proposer à chaque passager, une dégustation gratuite de produits régionaux charentais à bord des vols XO Airways (Cognac, Pineau des Charentes, Madeleines Charentaises ainsi que du foie gras et du pâté de cerfs). 
Que des paroles en l'air. Cette gigantesque arnaque a valu à Pascal Ragneau, qui n'a jamais possédé le moindre avion, d'être condamné à deux ans de prison avec sursis par le tribunal correctionnel d'Angoulême pour banqueroute, abus des biens d'une entreprise, escroquerie et usage de faux en écriture. Il avait lui-même empoché à titre personnel 19 000 euros et placé à la tête de sa compagnie une gérante de paille, une jeune femme de 22 ans devenue sa petite amie après l'avoir rencontrée en boîte de nuit. 
Pascal Ragneau n'était pas à son seul coup d'essai. Il avait déjà voulu racheter la compagnie Air Littoral alors en faillite mais en vain, il avait créé à Montpellier en 2006 une société "PX Airways" qui avait deux filiales, "EclipsAir" qui assurait avec des Boeing 737 affrétés à Axis Airways, des vols commerciaux de Montpellier vers Marrakech, Rabat, Le Havre et Paris et "Funé-Air", qui se changeait du rapatriement de corps vers le Maghreb.  
Ces compagnies n'avaient également jamais décollé. 

## Galerie photographique

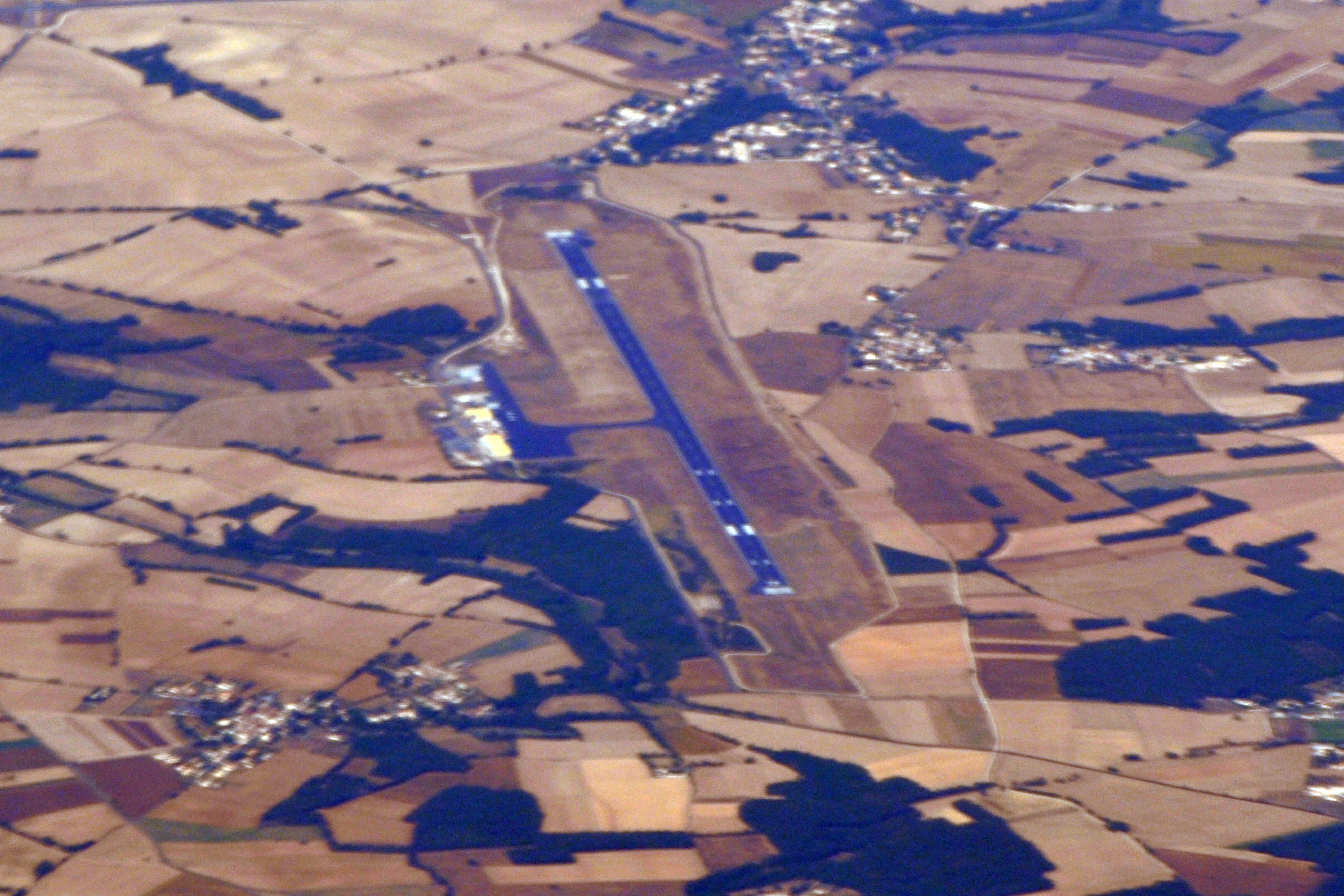
Piste d'Angoulême.
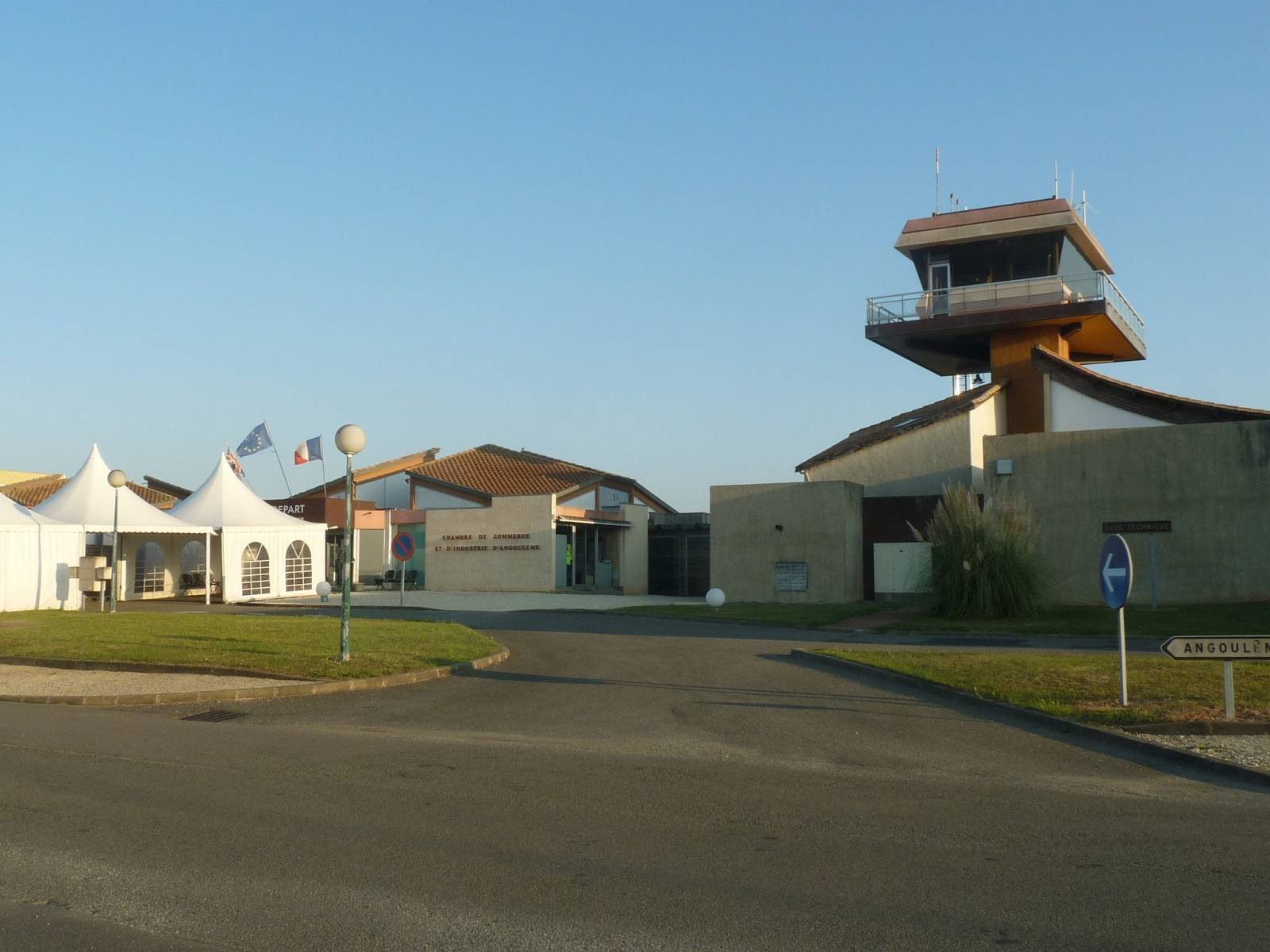
L'aérogare d'Angoulême-Cognac.
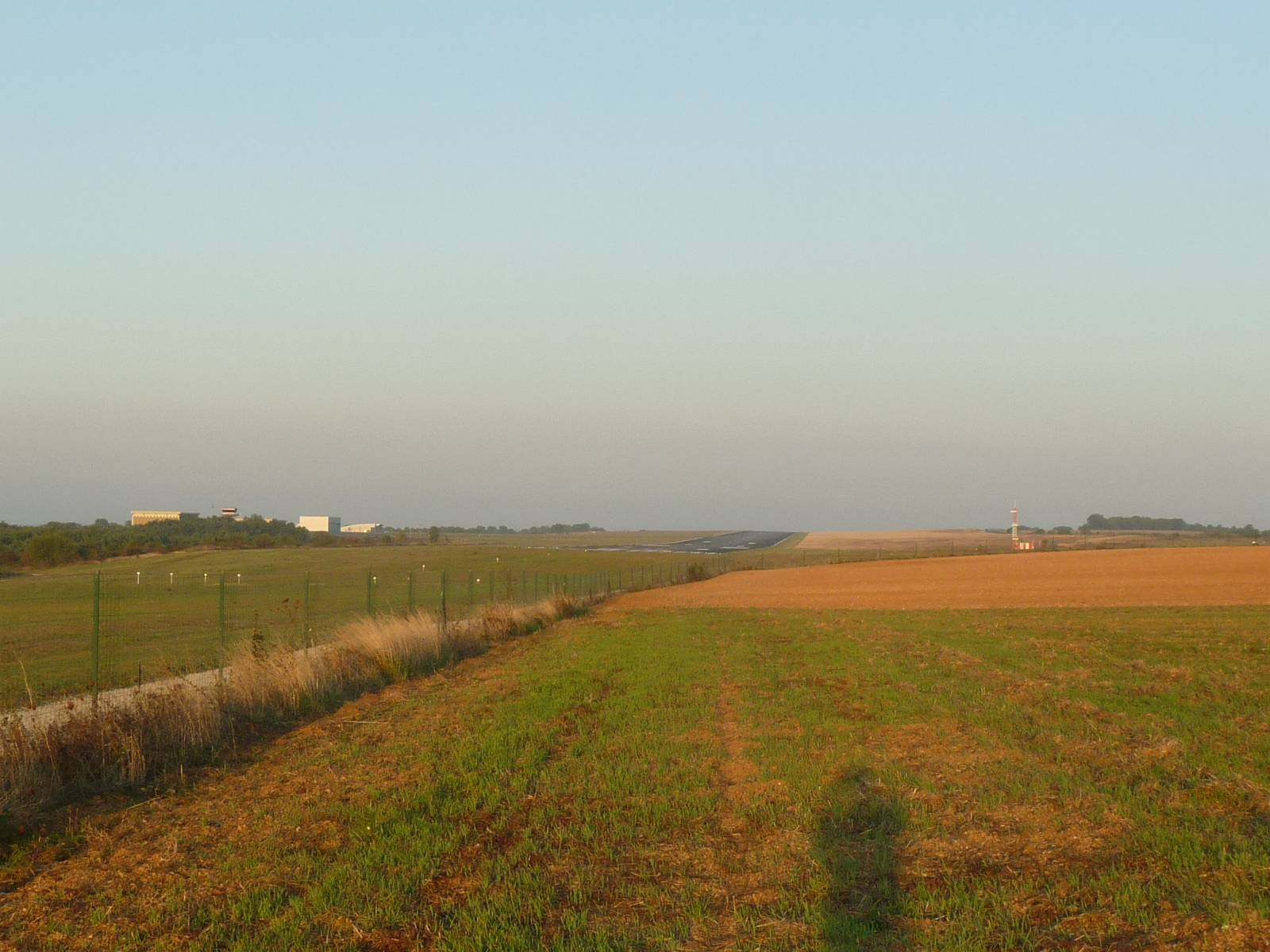
Vue sur la piste.